# Louis Claude Marie Richard
Louis Claude Marie Richard (Versalles 19 de septiembre de 1754 - 6 de junio de 1821) fue un médico, botánico, pteridólogo y briólogo francés.
Louis C. Richard nació en Versalles (Francia) en 1754. Estudió medicina en París y entre 1781 y 1789 realizó un viaje recolectando especímenes vegetales en Centroamérica, Brasil, Guayana francesa y Haití. En este viaje describe por vez primera una especie de Orquídeas del género Catasetum de la familia Orchidaceae.
A la vuelta de su viaje es nombrado profesor de la Escuela de Medicina de Paris.
Después de volver de un viaje de recolección de especímenes por el norte de Quebec, que hicieron André Michaux y su hijo François André Michaux, Richard publicó en 1803 su "Flora Boreali-Americana" basada en la colección de los "Michaux", en donde emplea una modificación de las sistemáticas de Carlos Linneo y de Jussieu que estaba promovida por Augustin Pyrame de Candolle. Esta obra es la primera sobre la flora de Norteamérica.

## Obra

### Algunas publicaciones
- Flora Borealis Americana, 1803

- Demonstrations botaniques ou analyse du fruit, 1808

- De Orchideis europaeis Annotationes, en colab. con Lindley, John. 1817

- Commentatio botánica de Conifereis et Cycadeis, 1826

- De Musaceis commentatio botánica sistens characteres hujusce familiae generum, 1831

- Monographia Melastomacearum en colab. con Bonpland, Aime & Saint-Hilaire & Kunth

Legó una terminología descriptiva especial para las orquídeas, tal como pollinium y gynostemium. 
Recolectó especímenes vegetales también en Francia. Describió el género Platanthera de la familia Orchidaceae.
Suyas son las descripciones de especies como:
- Platanthera rubra Rich.
- Cephalanthera rubra (L.) Rich.
- Gymnadenia odoratissima (L.) Rich.